# 天主教格拉纳达总教区
天主教格拉納達總教區（拉丁語：Archidioecesis Granatensis、西班牙語：Archidiócesis de Granada）是羅馬天主教在西班牙南部設立的一個總教區，主教座堂設在格拉納達的布爾戈斯聖母主教座堂。
3世紀成立教區，1492年升格為總教區，附屬教區有天主教阿爾梅里亞教區、天主教卡塔赫納教區、天主教瓜迪克斯教區、天主教哈恩教區和天主教馬拉加教區。

## 現況

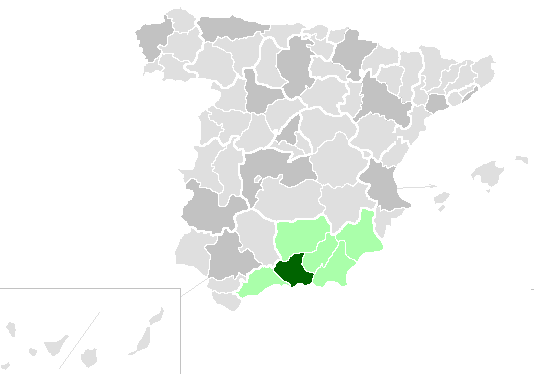
格拉納達總教區管轄範圍圖

2011年，在當地793,400人口中，有教友764,300人，佔轄區總人口96,3%、267個堂區、385名司鐸、2名執事、197名修士、669名修女。現任總主教為Francisco Javier Martínez Fernández。